# كونكويست (نيويورك)
كونكويست (بالإنجليزية: Conquest, New York)‏ هي بلدة أمريكية تقع في الولايات المتحدة في مقاطعة كايوغا، نيويورك. يقدر عدد سكانها بـ 1,819 نسمة ومساحتها 94.0 كم2 وترتفع عن سطح البحر 128 متر.